# 布羅克·皮爾斯
布羅克·皮爾斯（英語：Brock Pierce；1980年11月14日—），是一位以加密貨幣行業工作而聞名的美國企業家，亦曾是一位童星，參演《野鴨變鳳凰》、《魔速小子》、《第一公子》等作品。他也是2020年美國總統大選的獨立候選人。

## 外部連結
- Brock Pierce在互联网电影资料库（IMDb）上的資料（英文）
- 布羅克·皮爾斯的X（前Twitter）